# The New Moon

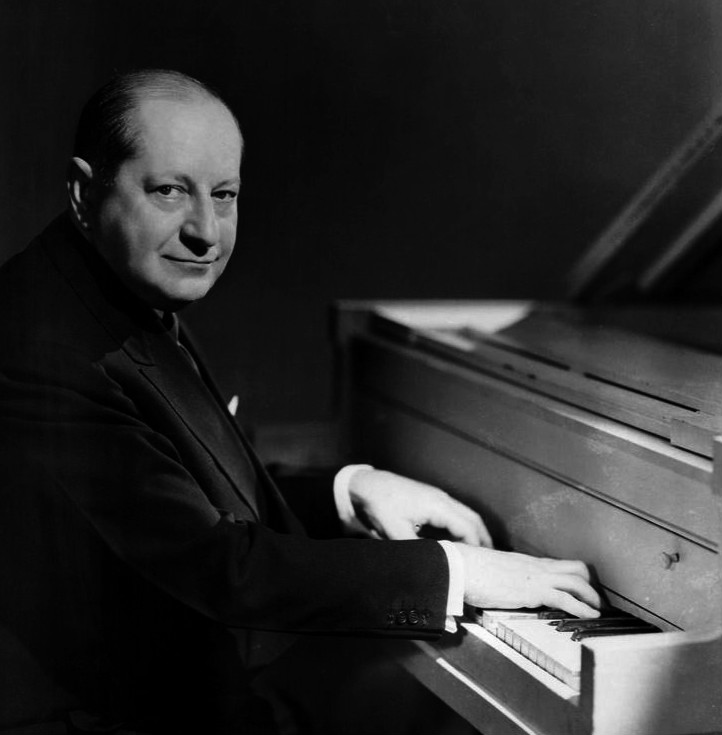
Sigmund Romberg em foto de 1949.

The New Moon (A Lua Nova) é o título de uma opereta com música de Sigmund Romberg e libreto e composição de Oscar Hammerstein II, Frank Mandel, e Laurence Schwab.
The New Moon foi o terceiro e último de uma sequência de sucessos de Romberg para a Broadway. (após The Desert Song (1924) e The Student Prince (1925)).
A obra gerou várias reapresentações e versões cinematográficas, sendo ainda apresentado por companhias de ópera.
The New Moon estreou na Broadway, no Teatro Imperial em 19 de setembro de 1928, com 519 representações, e no Casino Theatre em 14 de dezembro de 1929. Foi também apresentada em Londres 1929.

## Papéis na estreia da Broadway
- Marianne Beaunoir (soprano) - Evelyn Herbert
- Monsieur Beaunoir, - Pacie Ripple
- Julie, her maid (soprano) - Marie Callahan
- Captain Georges Duval - Edward Nell, Jr.
- Robert Misson (tenor) - Robert Halliday
- Alexander (barítono) -
- Philippe (tenor) - William O'Neal
- Clotilde Lombaste (soprano) - Esther Howard
- Besac, boatswain of the 'New Moon' (baritone) - Lyle Evans
- Jacques,  - Earle Mitchell
- Vicomte Ribaud - Max Figman
- Flower Girl - Olga Albani
- Fouchette - Thomas Dale
- Emile, Brunet, Admiral de Jean, etc.